# Tunnelbanan (TV-serie)
Tunnelbanan var en realityserie som sändes i Kanal 5 i Sverige mellan åren 2012–2014 samt 2016–2019. I serien fick tittarna följa med ordningsvakter och väktare i Stockholms tunnelbana som tillsammans med personal Trygghetscentralen på Storstockholms Lokaltrafik (SL) övervakar och skyddar resenärer. Trots seriens namn visas även händelser på SL:s övriga kollektivtrafikområden såsom pendeltåg, lokalbanor och busshållplatser i Stockholm och Stockholms län. Dessutom medverkade även personal från organisationer som Lugna gatan och Stockholms Stadsmission vilka samarbetar med SL. Serien var en samproduktion mellan Kanal 5 och SL och producerades av Titan television.
De flesta inspelningarna av programmen har främst skett under sommartid eller höstar, varpå säsonger sänts antingen samma höst eller någon gång under året därpå. Undantag har dock gjorts då några säsonger sändes under samma år (uppdelat på vinter- och höstsäsonger). En del avsnitt har även spelats in under vintertid.

## Om programmet
I varje avsnitt fick tittarna följa med en rad personer som arbetar för att skapa trygghet och säkerhet i Stockholms tunnelbana, pendeltåg och lokaltrafik. Det handlade framförallt om av SL anställda ordningsvakter men även andra väktare, volontärer och även tunnelbanepolisen. Genom kameraövervakning på stationerna och stationsområdena följer trygghetspersonal på SL vad som sker och därigenom guida väktare och ordningsvakter var de ska ta sig. I många scener i programmen sker olika ingripanden där väktarna och ordningsvakterna ska försöka återställa lugnet igen. Även om tittarna får följa en stor del av dessa ingripandet skedde som regel att programmet inte visade de inblandades ansikten (genom så kallad blurrning) samt förvrängning av deras röster. Detta gällde även vissa väktare, poliser och annan SL-anställd personal. Personer som däremot befann sig utanför själva konfliktzonen, exempelvis personer som gick förbi i bakgrunden, visades upp utan att ansikten hade dolts eller att röster förvrängts.
Varje säsong hade vissa fasta ordningsvakter och SL-personal som medverkade i serien även om andra väktare med flera förekom. Vissa personer medverkade i flera säsonger medan andra bara syntes till i enstaka säsonger eller avsnitt. Alla medverkande personer i serien presenterades muntligen och ibland även med namnskylt, även om det som presenterades bara var personens förnamn eller alias.
En annan detalj var att programserien inte hade någon programledare. Istället var det en icke namngiven berättarröst som beskrev vad som hände för tittarna i bild. 

### Kritik
Socialdemokraterna i Stockholms läns landsting anmälde seriens första säsong, då man ansåg att serien inte skulle komma att visa verkligheten. De ansåg att det hade varit mindre klokt att ha TV-kameror i tunnelbanan som spelade in olämpliga sekvenser, då tunnelbaneförarna och annan personal som befunnit sig i chock mått dåligt av att blivit inspelade. Detta även om många av sådana scener aldrig kom att visas upp i TV. I en skrivelse till Trafiknämnden begärde partiet att få svar på frågor kring serien, vilket man också fick. Programmet fick, trots kritiken, fortsätta att sändas och produceras.

## Säsongerna
| Säsong | Sändningsdatum                | Antal avsnitt | Tittarsiffror (snitt) |
| ------ | ----------------------------- | ------------- | --------------------- |
| 1      | 25 januari – 21 mars 2012     | 10            | 232 200               |
| 2      | 16 januari – 20 mars 2013     | 10            | 227 100               |
| 3      | 8 januari – 26 mars 2014      | 12            | 331 083               |
| 4      | 25 augusti – 24 november 2016 | 14            | 258 786               |
| 5      | 2 februari – 6 april 2017     | 10            | i.u.                  |
| 6      | 7 september – 9 november 2017 | 10            | i.u.                  |
| 7      | 1 mars – 3 maj 2018           | 10            | i.u.                  |
| 8      | 23 augusti – 25 oktober 2018  | 10            | i.u.                  |
| 9      | 17 januari – 21 mars 2019     | 10            | i.u.                  |